# Mönchhof
Mönchhof (ungarisch Barátudvar, Barátfalu, Barátfalva) ist eine Gemeinde mit 2191 Einwohnern (Stand 1. Jänner 2025) im Burgenland im Bezirk Neusiedl am See in Österreich.
Mit dem Kneippkurhaus ist Mönchhof auch ein Kurort.

## Geografie

### Gemeindegliederung
Mönchhof ist der einzige Ort in der Gemeinde. Ortsteile sind die Abtei Marienkron und der Edmundshof.
Nachbargemeinden
|      | Zurndorf                                    | Nickelsdorf |
| Gols | Kompassrose, die auf Nachbargemeinden zeigt | Halbturn    |
|      | Frauenkirchen                               |             |

## Geschichte

Mönchhof (unten Mitte) um 1873 (Aufnahmeblatt der Landesaufnahme)

Der Ortsname leitet sich von der Zugehörigkeit zu den Mönchen von Heiligenkreuz ab. Der ungarische Ortsname der Gemeinde ist Barátfalu. Vor etwa 800 Jahren besiedelten Zisterziensermönche aus dem Stift Heiligenkreuz das Gebiet um das heutige Mönchhof. Sie machten das Land, das zuvor meist Sumpflandschaft war, urbar. Im Jahre 1217 schenkte ihnen König Andreas II. von Ungarn das ehemalige Petschenegengut Leginthov als immerwährenden Besitz. Die Schenkungsurkunde von 1217 erwähnt die Gemeinde Mönchhof erstmals unter dem Namen Leginthov.
In der Folge des türkischen Sieges bei Mohacs 1526 wurde die Siedlung völlig verwüstet; 1533 verpfändet das Stift die Siedlung der Stadt Bruck/Leitha und verkaufte sie 1534 an die Gebrüder Stamp. Durch eine königliche Intervention wurde der Besitz an das Stift im Jahr 1545 restituiert.
Mönchhof war Sitz des kaiserlichen Gestüts von 1553 bis 1652. Die Gestütsleute waren überwiegend protestantisch und standen in einem teilweise gewalttätigen Konflikt zu den katholischen Bewohnern und ihrem Pfarrer. Das Gebiet befand sich von 1648 bis 1920/21 in ungarischer Verwaltung, und zwar als Teil des Komitats Moson.
Nach dem „Anschluss“ Österreichs 1938 kam es im Rahmen der nationalsozialistischen antikirchlichen Politik zu Berufsverboten, Versetzungen und Verhaftungen von Geistlichen, darunter auch Pater Richard Wolf von Mönchhof. Er wurde im September 1941 von der Gestapo wegen „Zersetzung der Wehrkraft und Erschütterung des Vertrauens zur NSDAP“ verhaftet und war vom 31. Oktober 1941 bis zum 11. April 1945 im KZ Dachau inhaftiert, wo er körperlich misshandelt und gesundheitlich geschädigt wurde.
Als wirtschaftliche Basis der Gemeinde gilt traditionell der Weinbau. Angefangen mit den Initiativen der Zisterziensermönche, die ihr Wissen aus Burgund über Heiligenkreuz nach Mönchhof brachten, gilt der Ort als die älteste Weinbaugemeinde Österreichs. Mit dem Zisterzienserinnenkloster Marienkron, welches 1955 mit Ansiedlung von Schwestern aus dem niederbayrischen Kloster Seligenthal auf vom Stift Heiligenkreuz geschenktem Grund entstand, hat die Großgemeinde ein geistiges und gesundheitliches Zentrum gefunden, das weit über die Ortsgrenzen ausstrahlt.

### Bevölkerungsentwicklung
| Mönchhof: Einwohnerzahlen von 1869 bis 2025         | Mönchhof: Einwohnerzahlen von 1869 bis 2025 | Mönchhof: Einwohnerzahlen von 1869 bis 2025 | Mönchhof: Einwohnerzahlen von 1869 bis 2025 | Mönchhof: Einwohnerzahlen von 1869 bis 2025 |
| --------------------------------------------------- | ------------------------------------------- | ------------------------------------------- | ------------------------------------------- | ------------------------------------------- |
| Jahr                                                |                                             |                                             |                                             | Einwohner                                   |
| 1869                                                | 1869                                        |                                             | 1.464                                       | 1.464                                       |
| 1880                                                | 1880                                        |                                             | 1.609                                       | 1.609                                       |
| 1890                                                | 1890                                        |                                             | 1.532                                       | 1.532                                       |
| 1900                                                | 1900                                        |                                             | 1.643                                       | 1.643                                       |
| 1910                                                | 1910                                        |                                             | 1.780                                       | 1.780                                       |
| 1923                                                | 1923                                        |                                             | 1.761                                       | 1.761                                       |
| 1934                                                | 1934                                        |                                             | 2.038                                       | 2.038                                       |
| 1939                                                | 1939                                        |                                             | 2.098                                       | 2.098                                       |
| 1951                                                | 1951                                        |                                             | 2.126                                       | 2.126                                       |
| 1961                                                | 1961                                        |                                             | 2.182                                       | 2.182                                       |
| 1971                                                | 1971                                        |                                             | 2.220                                       | 2.220                                       |
| 1981                                                | 1981                                        |                                             | 2.195                                       | 2.195                                       |
| 1991                                                | 1991                                        |                                             | 2.182                                       | 2.182                                       |
| 2001                                                | 2001                                        |                                             | 2.257                                       | 2.257                                       |
| 2011                                                | 2011                                        |                                             | 2.280                                       | 2.280                                       |
| 2021                                                | 2021                                        |                                             | 2.197                                       | 2.197                                       |
| 2025                                                | 2025                                        |                                             | 2.191                                       | 2.191                                       |
| Quelle(n): Statistik Austria, Gebietsstand 1.1.2021 |                                             |                                             |                                             |                                             |

## Wirtschaft und Infrastruktur

### Wirtschaftssektoren
In den Jahren 1999 bis 2010 nahm die Anzahl der landwirtschaftlichen Betriebe von 232 auf 126 ab, 69 davon waren im Jahr 2010 Nebenerwerbsbetriebe. Im Produktionssektor beschäftigt sich rund die Hälfte der Betriebe mit der Herstellung von Waren und die Hälfte ist im Baugewerbe tätig. Die größten Arbeitgeber im Dienstleistungssektor sind soziale und öffentliche Dienstleister und der Handel.
| Wirtschaftssektor            | Anzahl Betriebe | Anzahl Betriebe | Erwerbstätige | Erwerbstätige |
| Wirtschaftssektor            | 2011            | 2001            | 2011          | 2001          |
| ---------------------------- | --------------- | --------------- | ------------- | ------------- |
| Land- und Forstwirtschaft 1) | 126             | 232             | 108           | 102           |
| Produktion                   | 28              | 17              | 100           | 102           |
| Dienstleistung               | 113             | 69              | 374           | 394           |

1) Betriebe mit Fläche in den Jahren 2010 und 1999
| Im Jahr 2010 lebten 1137 Erwerbstätige in der Gemeinde. Rund ein Drittel arbeitete in Mönchhof, zwei Drittel pendelten aus. Aus anderen Gemeinden pendelten 224 Arbeitnehmer nach Mönchhof. In Mönchhof gibt es einen Kindergarten und eine Volksschule. - Eisenbahn: Vom Bahnhof Mönchhof-Halbturn gibt es Direktverbindungen nach Wien. - Straße: Drei Kilometer im Westen von Mönchhof befindet sich die Neusiedler Straße B51, die Pamhagen mit Neusiedl verbindet. | Die zur Anzeige dieser Grafik verwendete Erweiterung wurde dauerhaft deaktiviert. Wir arbeiten aktuell daran, diese und weitere betroffene Grafiken auf ein neues Format umzustellen. (Mehr dazu) |

## Kultur und Sehenswürdigkeiten
- Pfarrkirche Mönchhof
- Kloster Marienkron
- Dorfmuseum Mönchhof
- Wehrturm
- Kellerviertel Sandhöhe
- Durch Mönchhof führt der von Frauenkirchen kommende und bis zur Einbindung in den Jakobsweg Österreich in Haslau-Maria Ellend überwiegend im Burgenland verlaufenden Jakobsweg Burgenland.

## Politik

### Gemeinderat
Der Gemeinderat umfasst aufgrund der Einwohnerzahl insgesamt 23 Mitglieder.
| Partei          | 2022             | 2022             | 2022             | 2017             | 2017             | 2017             | 2012             | 2012             | 2012             | 2007    | 2007    | 2007    | 2002             | 2002             | 2002             | 1997             | 1997             | 1997             |
| Partei          | Sti.             | %                | M.               | Sti.             | %                | M.               | Sti.             | %                | M.               | Sti.    | %       | M.      | Sti.             | %                | M.               | Sti.             | %                | M.               |
| --------------- | ---------------- | ---------------- | ---------------- | ---------------- | ---------------- | ---------------- | ---------------- | ---------------- | ---------------- | ------- | ------- | ------- | ---------------- | ---------------- | ---------------- | ---------------- | ---------------- | ---------------- |
| ÖVP             | 761              | 56,66            | 14               | 881              | 63,70            | 15               | 897              | 59,88            | 14               | 765     | 47,96   | 11      | 669              | 45,05            | 10               | 675              | 46,42            | 10               |
| SPÖ             | 477              | 35,52            | 8                | 347              | 25,09            | 6                | 515              | 34,38            | 8                | 665     | 41,69   | 10      | 700              | 47,14            | 10               | 562              | 38,65            | 8                |
| FPÖ             | 105              | 7,82             | 1                | 155              | 11,21            | 2                | 86               | 5,74             | 1                | 75      | 4,70    | 1       | 116              | 7,81             | 1                | 217              | 14,92            | 3                |
| LM              | nicht kandidiert | nicht kandidiert | nicht kandidiert | nicht kandidiert | nicht kandidiert | nicht kandidiert | nicht kandidiert | nicht kandidiert | nicht kandidiert | 90      | 5,64    | 1       | nicht kandidiert | nicht kandidiert | nicht kandidiert | nicht kandidiert | nicht kandidiert | nicht kandidiert |
| Wahlberechtigte | 2059             | 2059             | 2059             | 2031             | 2031             | 2031             | 2012             | 2012             | 2012             | 2005    | 2005    | 2005    | 1927             | 1927             | 1927             | 1831             | 1831             | 1831             |
| Wahlbeteiligung | 70,08 %          | 70,08 %          | 70,08 %          | 75,82 %          | 75,82 %          | 75,82 %          | 83,45 %          | 83,45 %          | 83,45 %          | 85,99 % | 85,99 % | 85,99 % | 87,70 %          | 87,70 %          | 87,70 %          | 87,71 %          | 87,71 %          | 87,71 %          |

### Bürgermeister
Bürgermeister ist seit 2007 Josef Kolby (ÖVP). Bei der Bürgermeisterdirektwahl 2017 setzte er sich mit 67,57 % gegenüber seinen Mitbewerbern Markus Karner (SPÖ, 22,99 %) und Stefan Hoffmann (FPÖ, 9,44 %) durch. Aufgrund des Wahlergebnisses 2017 stellte die ÖVP mit Raimund Burjan auch den Vizebürgermeister.
Bei der Wahl 2022 verteidigte Josef Kolby mit 61,86 Prozent im ersten Wahlgang den Bürgermeistertitel.
Vizebürgermeister ist Josef Koch (SPÖ).

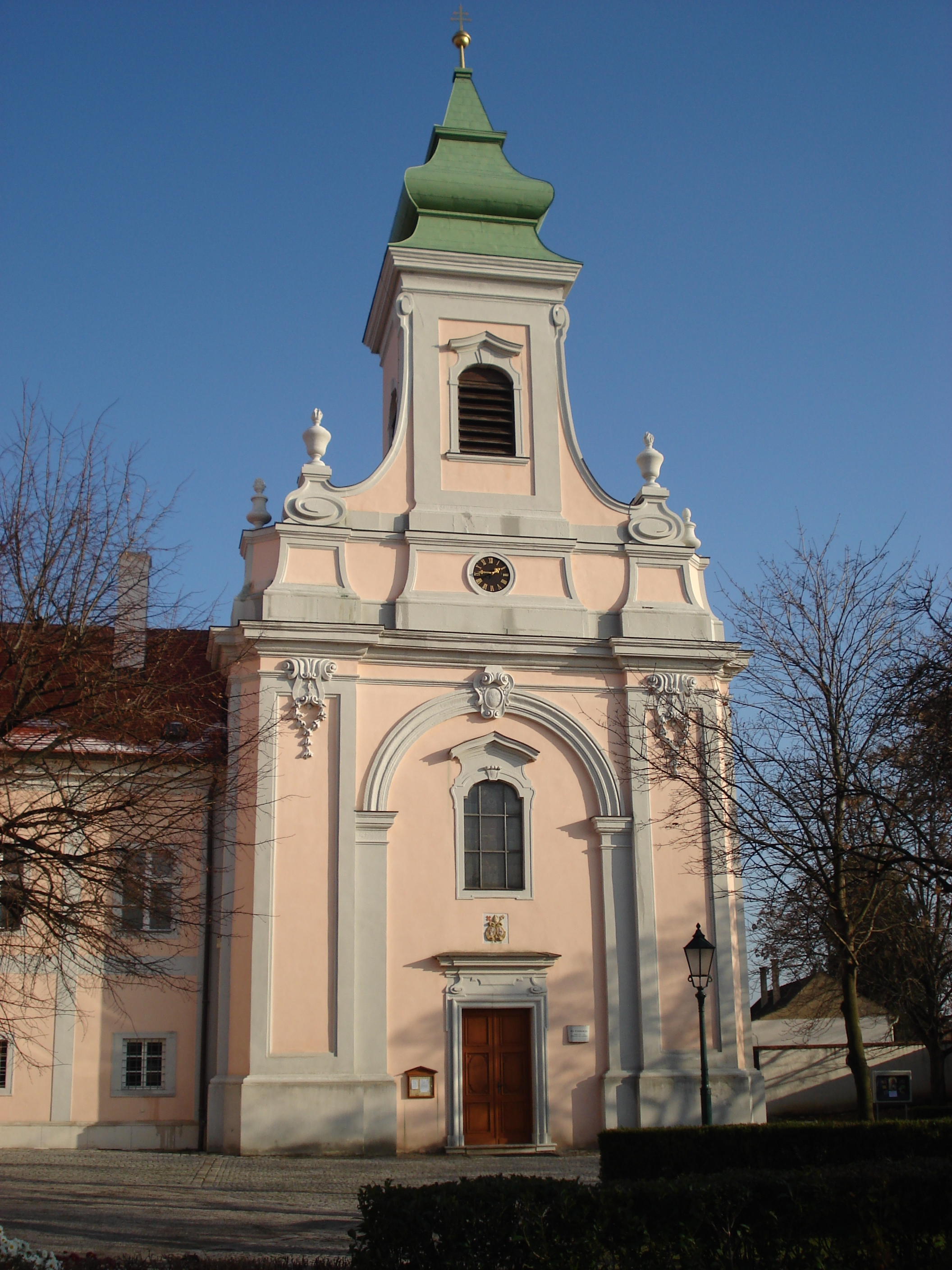
Pfarrkirche Mönchhof, Plan von Elias Hügel, Hofsteinmetz und Kirchenbaumeister aus Kaisersteinbruch
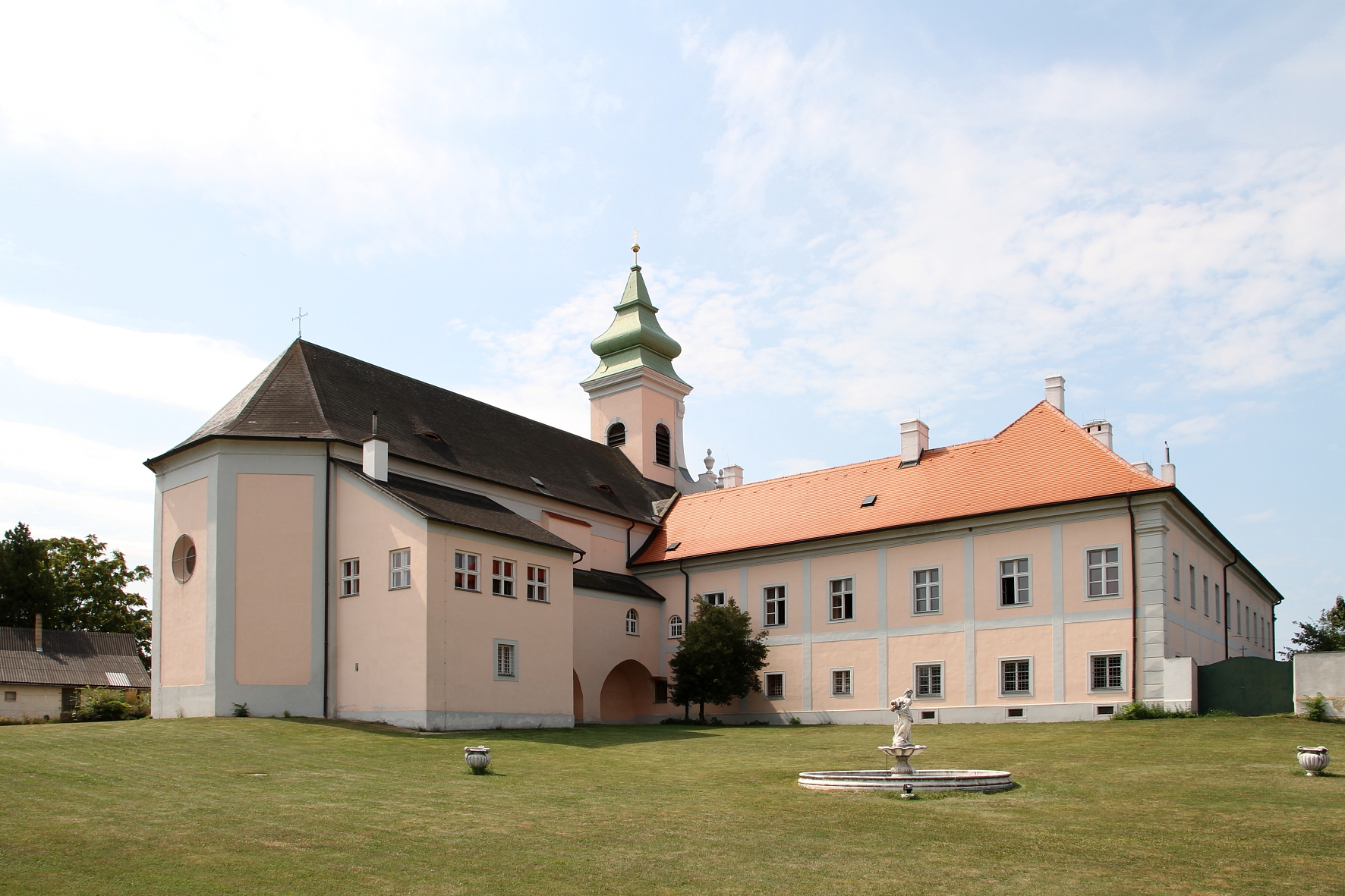
Das ehemalige Kloster Mönchhof wurde ab 1729 errichtet
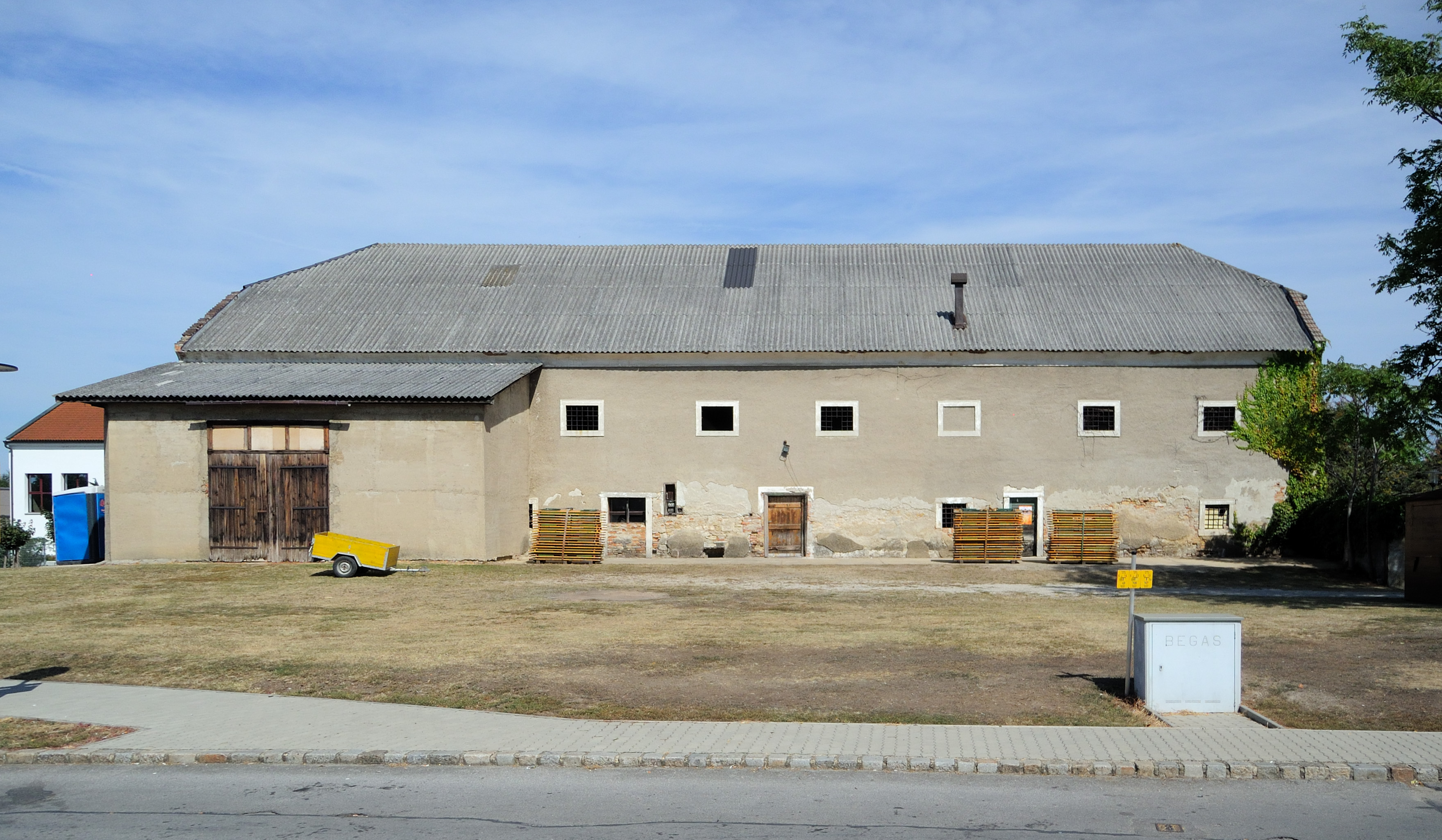
Das historische Granarium stammt aus dem 18. Jahrhundert
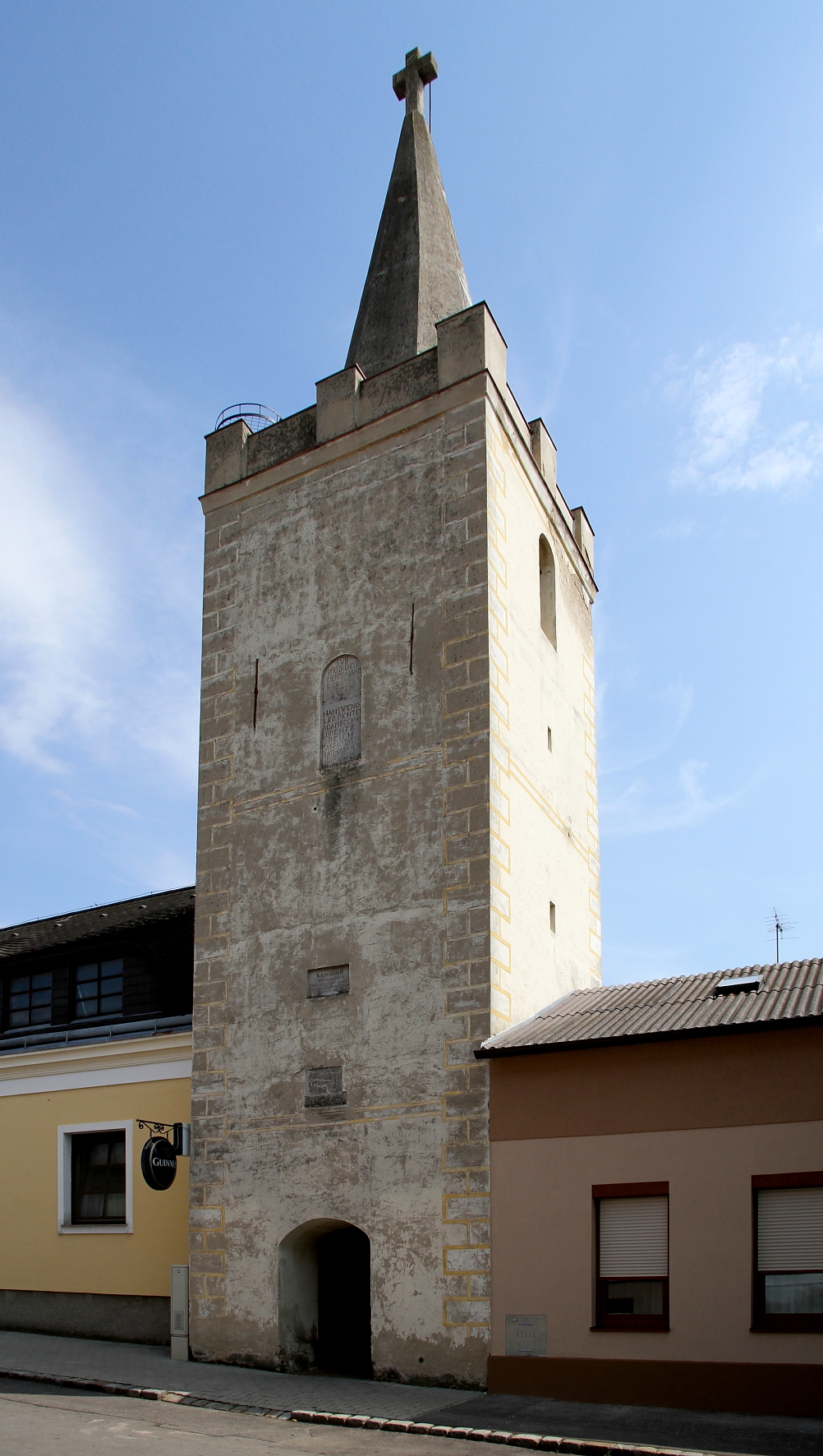
Beim Wehrturm 1669 dürfte es sich um einen Teil der ehemaligen Pfarrkirche handeln
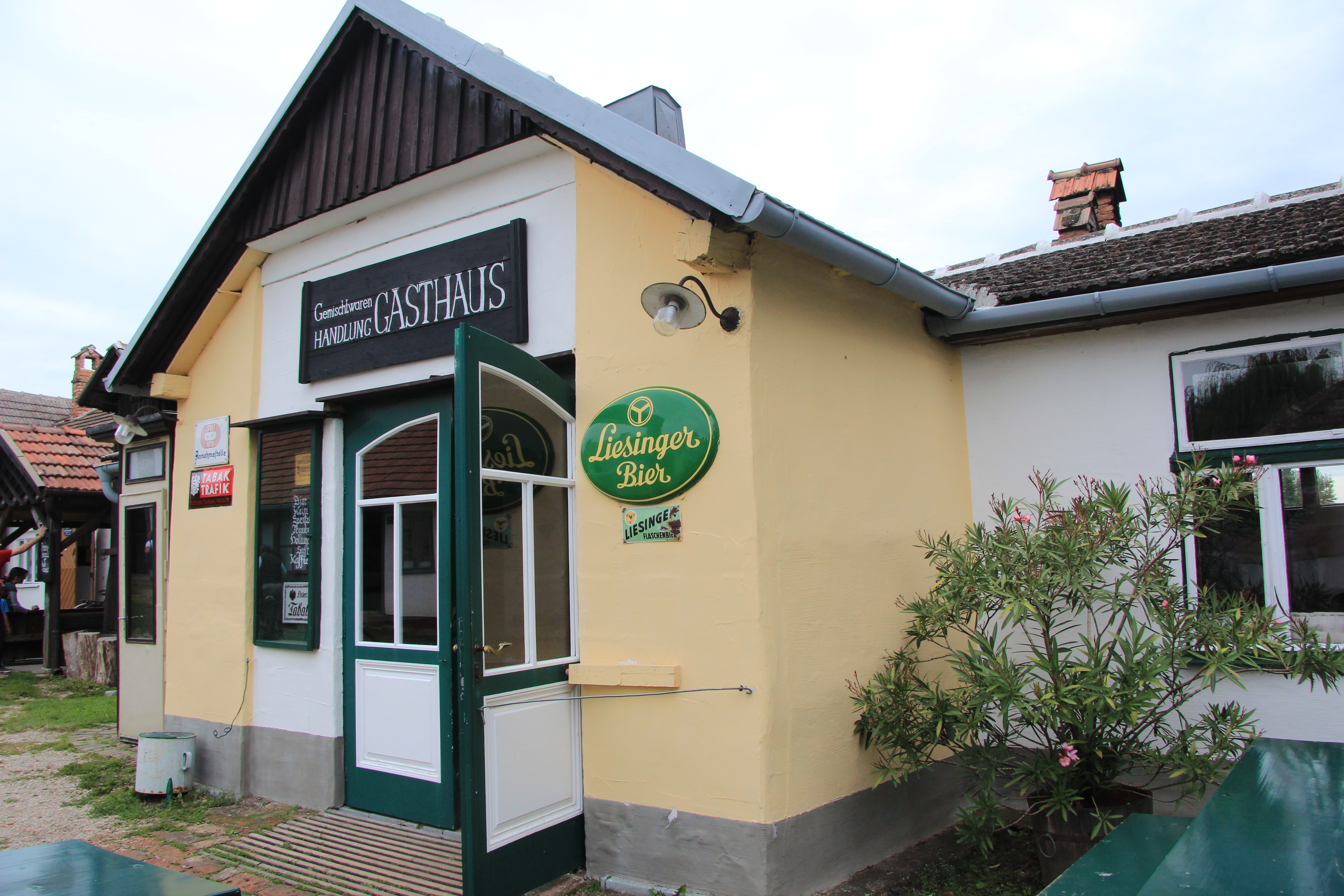
In Mönchhof befindet sich ein sehenswertes Dorfmuseum

## Persönlichkeiten
- Elias Hügel (1681–1755), Bildhauer und Kirchenbaumeister des Barock; er schuf auch den Hochaltar der örtlichen Pfarrkirche
- Sandor Peppert (1820–1905), bedeutender Orgelbauer in Steinamanger/Ungarn
- Adalbert Winkler (1857–1938), österreichisch-ungarischer Zisterzienser
- Thomas Polz (1880–1973), Mitstreiter für ein deutsches Burgenland  (Gedenktafel in Mönchhof)[18]
- Jakob Mädl (1896–1978), Hauptschuldirektor und Politiker
- Stefan Steinle (1921–2012), Textilarbeiter, Bürgermeister und Mitglied des Bundesrats
- Rosaria Golsch (1926–2003), Gründeräbtissin der Abtei Marienkron
- Josef Huber (* 1956), Fußballspieler